# The Walt Disney Company Italia
The Walt Disney Company Italia S.r.l. (già The Walt Disney Company Italia S.p.A.) è una società editoriale italiana, divisione di The Walt Disney Company.

## Storia
L'azienda viene fondata a Milano l'8 maggio 1938, risultando ufficialmente la prima filiale Disney al mondo, con il nome di Creazioni Walt Disney S.A.I.; il suo scopo, come si legge nell'atto originario di costituzione, era «sfruttare a livello commerciale, industriale, editoriale e pubblicitario i famosi disegni e cartoni animati creati da Walt Disney». Nel 1987 la società cambia nome in The Walt Disney Company Italia.
Dal 1988 pubblica le testate con i personaggi della Disney fino ad allora in concessione a Mondadori. Dal 30 settembre 2013 tale ramo dell'azienda passa a Panini, mentre a partire dall'anno successivo i libri sono co-prodotti con Giunti Editore.

## Divisioni

### Walt Disney Television Italia
Walt Disney Television Italia produce serie televisive per la The Walt Disney Company Italia. La divisione si occupava anche della produzione dei canali Disney.

### Riviste
Dal 10 luglio 1988 al 30 settembre 2013 The Walt Disney Company Italia ha pubblicato tutti i periodici Disney in italiano. Tra questi si possono citare:
- Gli Albi di Topolino
- I classici Disney
- I grandi classici Disney
- Mega Almanacco (poi Mega 2000, Mega 3000 e Mega)
- Mickey Mouse Mystery Magazine
- Minni & company (poi Minni mag e Minni amica del cuore)
- Monster Allergy
- Paperinik (poi Paperinik cult e Paperinik appgrade)
- Paperino
- PK - Paperinik New Adventures
- PK²
- PK - Pikappa
- Topolino
- W.I.T.C.H.
- X-Mickey
- Zio Paperone

Dal 2008 al 2010 ha pubblicato anche Disney Manga, una collana che proponeva manga con protagonisti i personaggi Disney in formato tankōbon. A partire dal 2014 la collana fu ripresa dalla Panini Comics col titolo Disney Planet.

### Divisioni non più esistenti
- Fox Networks Group Italy: The Walt Disney Company Italia possedeva Fox Networks Group Italy, in passato editore dei canali televisivi a marchio Fox, National Geographic e BabyTV. Il 1º ottobre 2022 ha cessato la sua attività. I contenuti restano disponibili on demand sulla piattaforma streaming Disney+.
- The Disney Store Italia: Disney Store è una catena di negozi mondiale, operava anche in Italia nelle principali città della penisola. Vendeva giocattoli, peluches, abbigliamento, accessori, articoli di cartoleria, DVD e Blu-Ray, videogiochi, ecc. e biglietti per il parco divertimenti Disneyland Paris. La chiusura è stata motivata dalla volontà dell’azienda di concentrarsi sull’e-commerce.[6]
- Walt Disney Studios Home Entertainment Italia: Era la divisione che si occupava della distribuzione home video delle pellicole di The Walt Disney Company in DVD, Blu-ray Disc e Ultra HD Blu-ray. La divisione fu chiusa nel luglio 2022. Nello stesso mese, Disney ha siglato un accordo con Eagle Pictures grazie cui quest'ultima cura la distribuzione in home video dei titoli dello studio nel mercato italiano.